# Episodi di Cyberkidz
La prima ed unica stagione di Cyberkidz fu prodotta dal 1994 al 1996. In Italia gli episodi sono stati trasmessi da Junior TV a partire dal 1997.
| n° | Titolo italiano             | Titolo originale         |
| -- | --------------------------- | ------------------------ |
| 1  | Arrivano gli eroi           | Pilot                    |
| 2  | Insieme contro il Minotauro | Cybermaze                |
| 3  | Il Gigazoide                | Gigazoid Brainstorm      |
| 4  | La musica mortale           | Death Arena Blues        |
| 5  | Troppi Xyloidi              | Too Many Xyloids         |
| 6  | L'invasione degli Xyloidi   | Xyloids in the House     |
| 7  | Su e giù nel tempo          | You Got the Time?        |
| 8  | L'Umazoide                  | The Humazoid             |
| 9  | Blackout                    | Power Down               |
| 10 | Zorak si innamora           | Zorak Meets His Match    |
| 11 | Boniba e le Techsters       | Boniba and the Techsters |
| 12 | La fine (prima parte)       | This Is the End, part 1  |
| 13 | La fine (seconda parte)     | This Is the End, part 2  |

## Arrivano gli eroi
- Titolo originale: Pilot
- Trama: Kyle, Ian, Danica e Zac sono quattro ragazzini alle prese con la scuola, i compiti, gli amici e i videogiochi. Un giorno, giocando al loro videogioco preferito, "Cyberkidz", scoprono di avere fatto un punteggio molto alto e vengono catapultati a Cyberland, dove fanno la conoscenza del professor Floyd, un genio informatico intrappolato nel mondo virtuale che li ha chiamati tramite il videogioco per salvare Cyberland dalla tirannia del crudele stregone Zorak.

## Insieme contro il Minotauro
- Titolo originale: Cybermaze
- Regia: Neil Kinsella
- Sceneggiatura: Alan Landon e Albert Sorci
- Trama: I quattro Cyberkidz vengono chiamati da Floyd a salvare il vecchio re di Cyberland, Re Bing, ora sconfitto da Zorak, e il coniglio mutante Quix da una prigione sotterranea. Ma non sanno che lì si nasconde il guardiano della prigione, un minotauro di nome Minnot.

## Il Gigazoide
- Titolo originale: Gigazoid Brainstorm
- Regia: Neil Kinsella
- Sceneggiatura: Neil Kinsella
- Trama: Il dottor Frottole costruisce un essere meccanico più potente degli Xyloidi, un robot chiamato Gigazoide, e lo dota di ogni tipo di arma micidiale. Zeist, però, vuole di più e decide di mettere qualcosa che al robot manca: il cervello del dottor Frottole.

## La musica mortale
- Titolo originale: Death Arena Blues
- Regia: Neil Kinsella
- Sceneggiatura: Neil Kinsella
- Trama: Zorak trova un modo per conquistare Cyberland attraverso la musica: infondendo delle note che sono capaci di controllare la mente di chi la ascolta, specie quella degli individui più giovani, si prepara a diffonderla anche sulla Terra con l'aiuto di un suo servitore. Kyle la ascolta e cambia personalità, diventando cattivo, maligno ed egoista. Proprio quando tutto sembra perduto, Kyle rinsavisce e trova il modo di spezzare l'incantesimo di Zorak cantando le note dell'Inno alla Gioia di Ludwig van Beethoven.

## Troppi Xyloidi
- Titolo originale: Too Many Xyloids
- Regia: Neil Kinsella
- Sceneggiatura: Donna Lastella, Albert Sorci
- Trama: I quattro Cyberkidz tornano a Cyberland convocati da Quix per evitare che Zorak, che ha aperto la sua fabbrica di Xyloidi, ne produca a milioni e conquisti alla fine Cyberland. Ci penserà soprattutto Danica a fermarli, esaurendo il suo desiderio "di essere invisibile qualche volta".

## L'invasione degli Xyloidi
- Titolo originale: Xyloids in the House
- Regia: Neil Kinsella
- Sceneggiatura: Neil Kinsella
- Trama: Sulla Terra accadono strani fenomeni: a Londra il piccolo Ian vede una pianta ibrida di Cyberland spuntare nell'orto di casa sua; Zac deve vedersela con una strana entità che ha preso possesso del suo armadietto in palestra mentre Danica riceve una strana bevanda da una creatura aliena. È opera di Zorak, che riesce ad alterare il continuum spazio-tempo che divide Cyberland e la Terra e trova il modo di invaderla approdando a Los Angeles, dove vive il piccolo Kyle Cooper. Entrando proprio in casa sua. Gli altri tre Cyberkidz, travestiti da tre avvenenti donne, riusciranno a sventare i malefici piani di Zorak e Zeist.

## Su e giù nel tempo
- Titolo originale: You Got Time?
- Regia: Neil Kinsella
- Sceneggiatura: Neil Kinsella
- Trama: Zorak rapisce il Signore del Tempo ottenendo il potere di controllare egli il tempo a suo piacimento. Dapprima lo usa per ringiovanire gli abitanti di Cyberland e riportarli tutti alla loro infanzia (ringiovanendo anch'egli), poi però decide di usare il suo potere per riscrivere la storia e diventare il padrone del mondo.

## L'Umazoide
- Titolo originale: The Humazoid
- Regia: Boyd Kirkland
- Sceneggiatura: Jules Dennis, Richard Mueller, Sean Catherine Derek
- Trama: Mentre dorme, Kyle è scosso da violenti incubi: sta sognando infatti un laboratorio dove è rinchiusa una sorta di androide. Quest'ultimo apre gli occhi e dice di aver "sognato di essere un umano". Kyle si sveglia gridando. Nel frattempo, Zorak e Zeist hanno creato la loro ultima arma: l'Umazoide, un androide in grado di attraversare la barriera che divide Cyberland dalla Terra per poter rapire tutti i governanti del pianeta e renderli suoi schiavi. Quando i quattro Cyberkidz sono chiamati a Cyberland per riportare i leader sulla Terra, trovano lo strano personaggio. L'Umazoide confessa loro che il suo unico, vero sogno è quello di diventare un uomo vero. Danica inizia a sentire qualcosa per quell'essere metà uomo e metà macchina, qualcosa che non aveva mai sentito prima. Giunti nella camera dimensionale dove i leader sono tenuti prigionieri, pronti per essere riportati a casa trasformati in marionette, i Cyberkidz ingaggiano uno scontro con gli Xyloidi. Zorak è pronto a dare una scossa da migliaia di volt per riportare indietro i leader, ma viene spinto via dall'Umazoide, che viene così elettrificato e muore. Ormai con i minuti contati, Danica si avvicina e vede che per un momento la placca di metallo che l'androide ha sul volto sparisce, facendo diventare il viso totalmente umano. L'Umazoide si dispiace con Danica perché non sarà mai un uomo, ma Danica gli risponde invece che solo per aver salvato la vita di un altro uomo, questo lo rende il miglior essere umano che la ragazzina abbia mai conosciuto. I quattro Cyberkidz vengono decorati con la medaglia al valore dal presidente degli Stati Uniti, ma il ricordo dell'Umazoide vivrà per sempre nel cuore di Danica.

## Blackout
- Titolo originale: Power Down
- Regia: Neil Kinsella
- Sceneggiatura: John Strysik
- Trama: Chiamati a Cyberland dalla strega ribelle Astrella (che ha dato a Floyd un po' di riposo mentale dandogli l'illusione di essere in un'isola dei Mari del Sud), i quattro Cyberkidz devono trovare i quattro pezzi del Faraone, una statua d'oro che ha il potere di mantenere viva l'energia vitale di Cyberland.

## Zorak si innamora
- Titolo originale: Zorak Meets His Match
- Regia: Neil Kinsella
- Sceneggiatura: Donna Lastella, Neil Kinsella
- Trama: Durante una pulizia della camera di Kyle, sua madre accende il computer e, incuriosita, inizia ad armeggiare con l'olovisore e il guanto del figlio, non sapendo che facendo così va dritta a Cyberland. E qui si trova, al cospetto di Zorak che, vedendola, si innamora perdutamente di lei e vuole farne la regina di Cyberland.

## Boniba e le Techsters
- Titolo originale: Boniba and the Techsters
- Regia: Neil Kinsella
- Sceneggiatura: Neil Kinsella
- Trama: Iggy Biggs è un gangster intergalattico che traffica oggetti ipertecnologici da rivendere al miglior offerente. Ovvero Zorak. Un giorno si fa un trattamento facciale che lo fa somigliare a Kyle Cooper in modo da prendergli il guanto e l'olovisore e consegnarli a Zorak. Per farlo si fa aiutare dalle sue scagnozze, delle abili ladre chiamate "Techsters" capitanate dalla perfida Boniba.

## La fine, parte 1 e 2
- Titolo originale: This Is the End 1 & 2
- Regia: Neil Kinsella
- Sceneggiatura: Sam Graham, Chris Hubbell
- Trama: A Cyberland tutti sono convocati al cospetto di Zorak perché l'infido stregone ce l'ha fatta: ha catturato Floyd, Quix, Re Bing e Astrella ed ha incaricato Zeist di andare sulla Terra per eliminare i quattro Cyberkidz e prendere i loro guanti. Mentre Zeist sarà sulla Terra, lo rimpiazzerà il fratello Levuka, con cui non è mai andato d'accordo. Zeist porta a termine il compito e per i nostri eroi sembra giunta la fine. In realtà riescono a salvarsi e, tramite uno stratagemma di Ian, si ritrovano tutti e quattro negli Stati Uniti dove Kyle fa vedere l'arma segreta da usare in caso di necessità: un'auto superveloce che li porta allo zoo di Los Angeles, dove ingaggiano una battaglia con Zeist e finiscono a Cyberland. I ragazzi, con l'aiuto di Floyd, Quix, Re Bing e Astrella, formarono un potente esercito di ribelli e, grazie al potere dei guanti, uniscono le forze per sconfiggere Zorak, Levuka, Zeist e tutti i cattivi se avranno l'intenzione di salvare l'intera Cyberland e perfino il mondo intero. Finite le crudeli prepotenze di Zeist e i suoi scagnozzi, Re Bing torna nuovamente a regnare su Cyberland.